# ولندران
ولندران هي قرية في مقاطعة كليبر، إيران. عدد سكان هذه القرية هو 170 في سنة 2006.